# Savoie-Nemours
La famille de Savoie-Nemours ou Genevois-Nemours constitue une branche cadette de la maison de Savoie, qui dirige l'apanage du Genevois. Ces princes de 1514 à 1659 sont comtes, puis ducs apanagistes de Genevois et portent également les titres de « duc de Nemours » et « duc d'Aumale » du royaume de France voisin.

## Histoire
L'apanage de Genevois est créé en 1424, puis recréé en 1534. Il fait suite au comté de Genève, acheté en 1401 par le comte de Savoie, Amédée VIII,.
En 1514, le duc de Savoie Charles II donne a son frère Philippe l'apanage du Genevois, auquel sont adjoints les baronnies de Beaufort (Beaufortain) et du Faucigny,. Ce dernier obtient au même moment (en 1528) du roi de France le titre de duc de Nemours, donnant naissance à une nouvelle branche de la maison de Savoie.
Entretenant des liens étroits avec la maison royale de France et les Guise, ils participent activement aux nombreux évènements politiques et alliances des XVIe siècle et XVIIe siècle, telles la Ligue et la Fronde. Leur implication dans le cours des évènements aboutit à leurs difficultés financières et à de lourdes dettes malgré leurs importantes possessions en Savoie et en France.
La branche s'éteint en 1659.

## Liste des Savoie-Nemours
- 1514-1533 : Philippe de Savoie-Nemours (né en 1490, mort à Marseille le 25 octobre 1533), comte apanagiste de Genève, fils du duc Philippe II et frère du duc Charles III de Savoie (1486-1553). Son neveu François Ier lui donna le duché de Nemours. Il épousa Charlotte d'Orléans-Longueville (1512 † 1549 ; fille du duc Louis de Longueville), arrière-petite-fille du duc Louis Ier de Savoie, le père du duc de Savoie Philippe II.
- 1533-1585 : Jacques de Savoie-Nemours (né à Vauluissant le 12 octobre 1531, mort à Annecy le 18 juin 1585), comte puis premier duc de Genève en 1564, fils du précédent. Il se distingua durant les guerres de Religion contre les protestants. Il épousa Anne d'Este (1531 † 1607), veuve de François de Guise, petite-fille de Louis XII et Anne de Bretagne, et aussi de Lucrèce Borgia.
- 1585-1595 : Charles-Emmanuel de Savoie-Nemours (né le 12 février 1567, mort le 13 août 1595 à Annecy), fils du précédent, duc de Nemours et de Genevois. Il fut impliqué dans les nombreuses intrigues de la maison de Guise, il était le demi-frère d'Henri Ier de Guise le Balafré, le chef de la Ligue catholique, opposée aux Huguenots. Après l'assassinat du duc de Guise, il continua durant des années la lutte contre les Huguenots, et fut le gouverneur de Paris alors que la ville était assiégée par les troupes Henri IV. Il défendit victorieusement la capitale mais fut battu à la bataille d'Ivry. Toujours en guerre, il ne se maria pas.
- 1595-1632 : Henri Ier de Savoie-Nemours (né à Paris le 2 novembre 1572, mort à Paris le 10 juillet 1632), frère du précédent, duc de Nemours et de Genevois. Il épousa Anne de Lorraine (1600 † 1632), duchesse d'Aumale, fille de Charles Ier de Lorraine-Guise (un petit-fils maternel de Diane de Poitiers et Louis de Brézé, ce dernier lui-même petit-fils maternel de Charles VII et Agnès Sorel) et de Marie d'Elbeuf (autre branche des Lorraine-Guise).
- 1632-1641 : Louis de Savoie-Nemours (né en 1615, mort le 16 septembre 1641), fils du précédent, duc de Nemours, de Genevois et d'Aumale. Il ne se maria pas.
- 1641-1652 : Charles Amédée de Savoie-Nemours (né à Paris le 12 avril 1624, mort à Paris le 30 juillet 1652), frère du précédent, duc de Nemours, Genevois et Aumale. Il prit une part active dans les troubles de la Fronde qui agitèrent la minorité de Louis XIV, et commanda l'armée des princes avec le duc de Beaufort, son beau-frère. Il fut tué lors d'un duel. Il épousa Élisabeth de Bourbon-Vendôme (1614 † 1664), fille de César duc de Vendôme (fils d'Henri IV et Gabrielle d'Estrées), d'où deux filles : Marie-Jeanne Baptiste duchesse de Genevois, d'Aumale et de Savoie (mère de Victor-Amédée II : d'où la suite des ducs de Savoie puis des rois d'Italie, et Louis XV, son petit-fils) ; et Marie-Françoise reine de Portugal.

- 1652-1659 : Henri II de Savoie-Nemours (né à Paris le 7 novembre 1625, mort à Paris le 14 janvier 1659), frère du précédent. Homme d'Église, il fut archevêque de Reims, puis duc de Genève, de Nemours et d'Aumale. Il épousa Marie Anne d'Orléans, (1625 † 1707), fille du duc de Longueville. Mort sans descendance. Ses duchés étant essentiellement des apanages, le duché de Nemours revint à la maison royale de France (Louis XIV le donna à son frère Philippe duc d'Orléans), mais les duchés de Genève et d'Aumale passèrent à sa nièce Marie-Jeanne-Baptiste de Savoie, femme du duc Charles-Emmanuel II. Le Genevois alla aux ducs de Savoie leurs descendants, tandis qu'Aumale fut cédé au duc du Maine fils de Louis XIV.